# St. Johannes (Lahr im Westerwald)

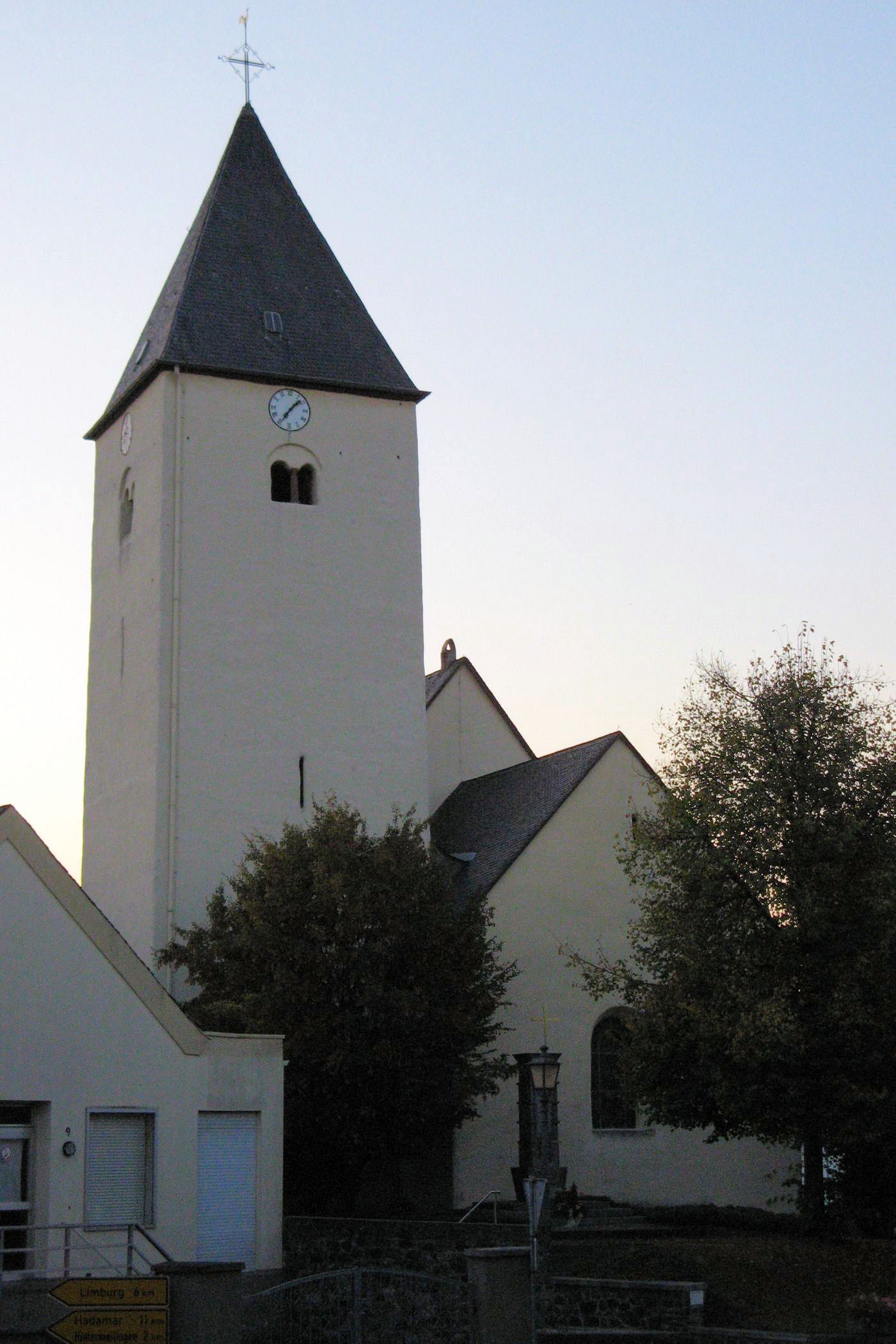
Ostseite der historischen Kirche mit Chor und Wehrturm

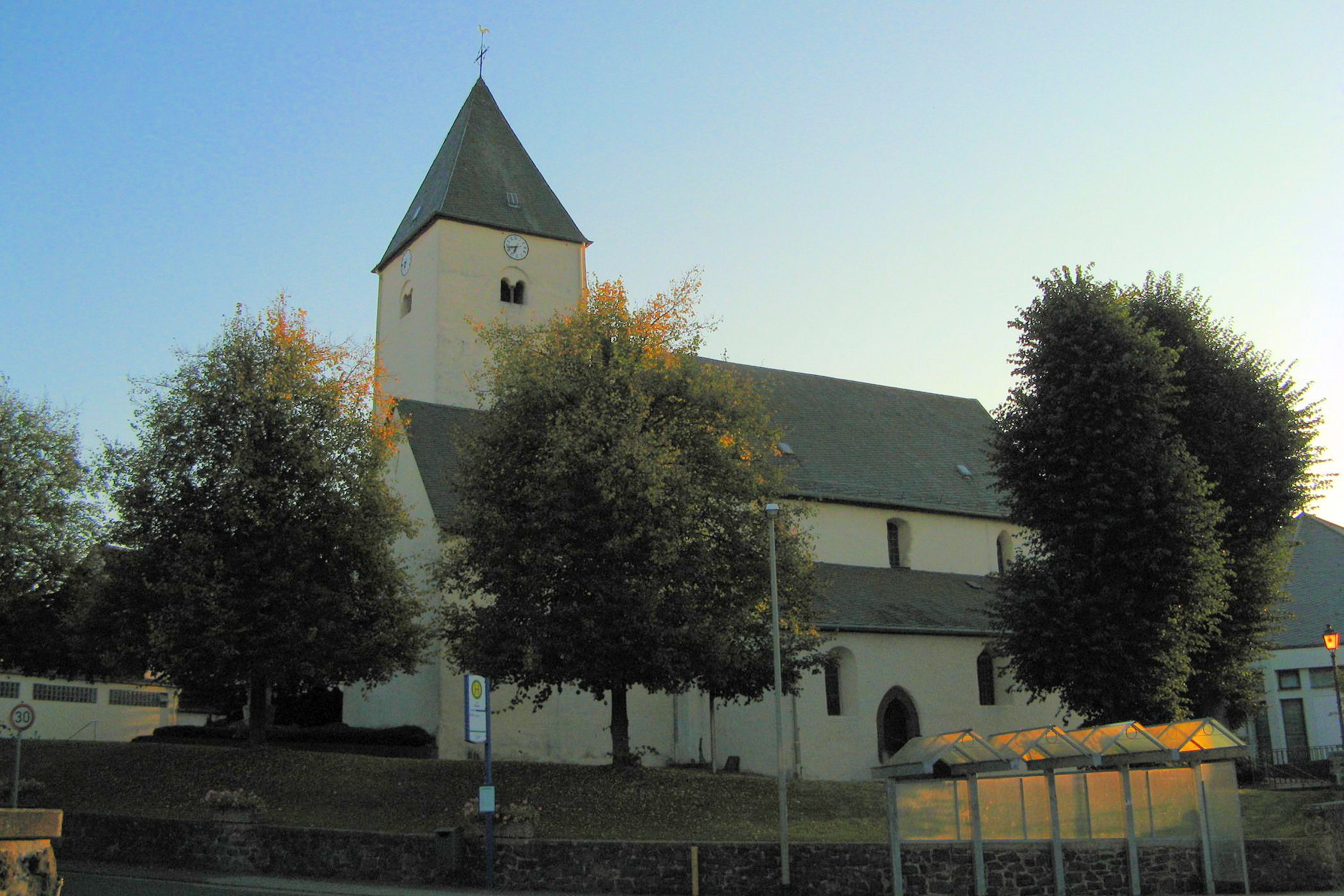
Romanische Pfeilerbasilika (erbaut Anfang des 13. Jahrhunderts)

Die Kirchen St. Johannes der Täufer sind die Pfarrkirchen von Lahr im Westerwald. Die katholische Kirche im Landkreis Limburg-Weilburg in Mittelhessen gehört zum Bistum Limburg. Die zu einem unbekannten Zeitpunkt gegründete Urpfarrei ist seit dem Mittelalter belegt. Von 1536 bis 1557 war die Pfarrei lutherisch, dann bis 1630 calvinistisch. Ab 1630 begannen die Jesuiten mit der Rekatholisierung. Zwischen 1582 und 1806 war die Pfarrei zugleich Träger der Schule. Der Kirchenpatron ist Johannes der Täufer. Das Patronatsfest ist „Johannes Enthauptung“ am 29. August.
Die Anlage besteht aus der alten und neuen Pfarrkirche, den wuchtigen Basaltstützmauern, dem Pfarrhaus, Resten des alten Kirchspielfriedhofs und dem Bestand an alten Linden. Die Gesamtanlage bildet eine sakrale Einheit und ist seit 1985 in das Denkmalbuch des Landes Hessen eingetragen.

## Baubeschreibung

### Alte Kirche

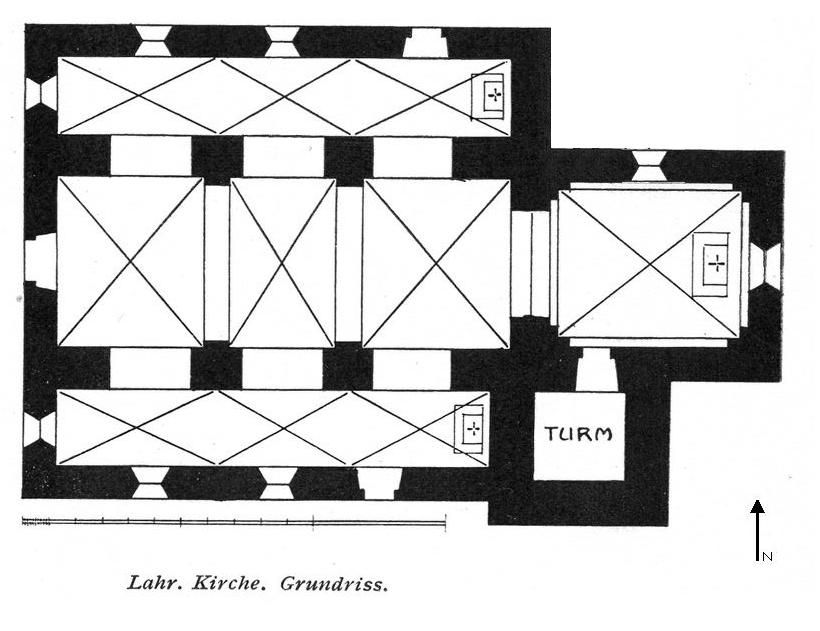
Grundriss der alten Kirche (nach F. Luthmer)

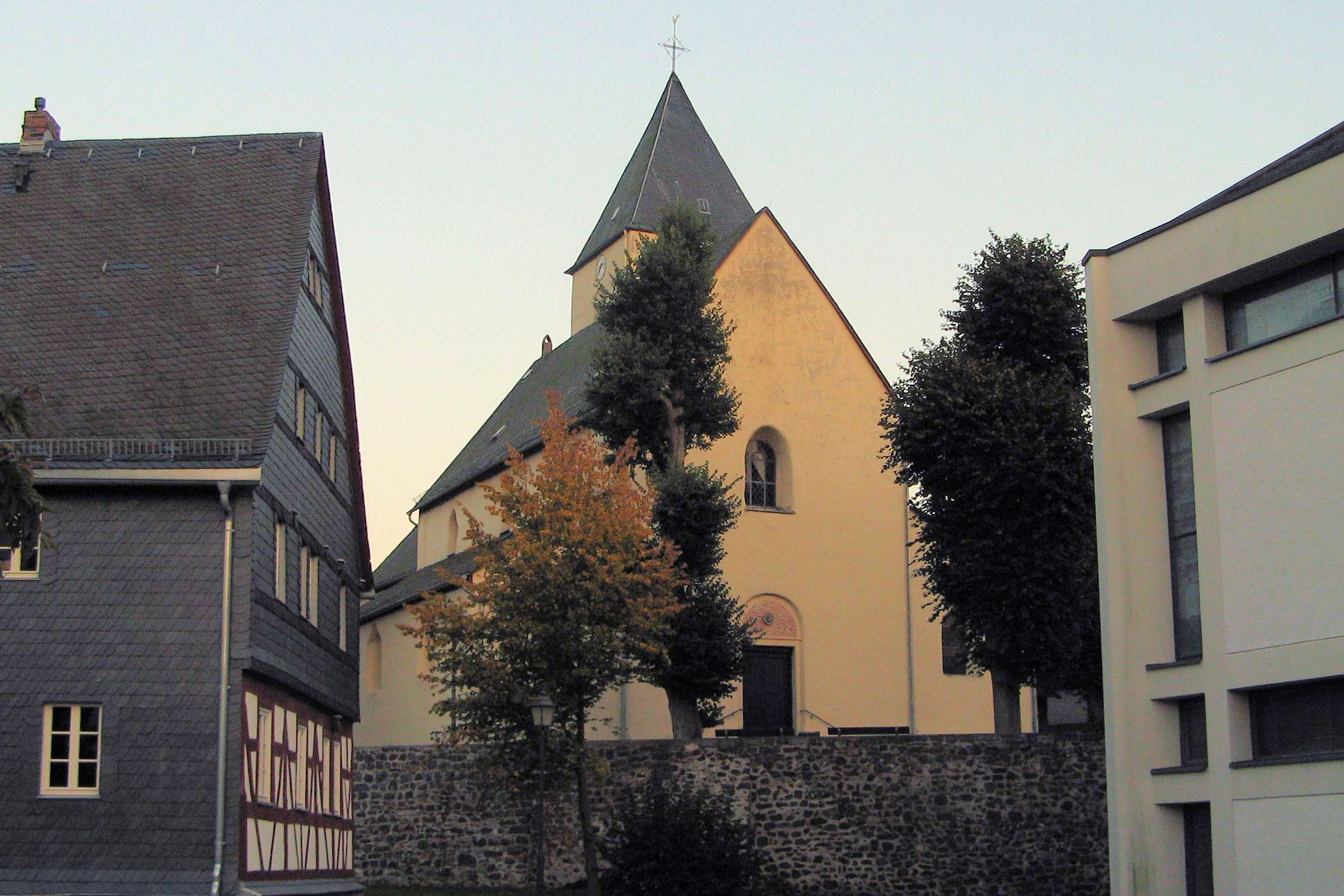
Westseite der Alten Kirche über der massiven Basaltstützmauer zwischen Pfarrhaus uns Neuer Kirche

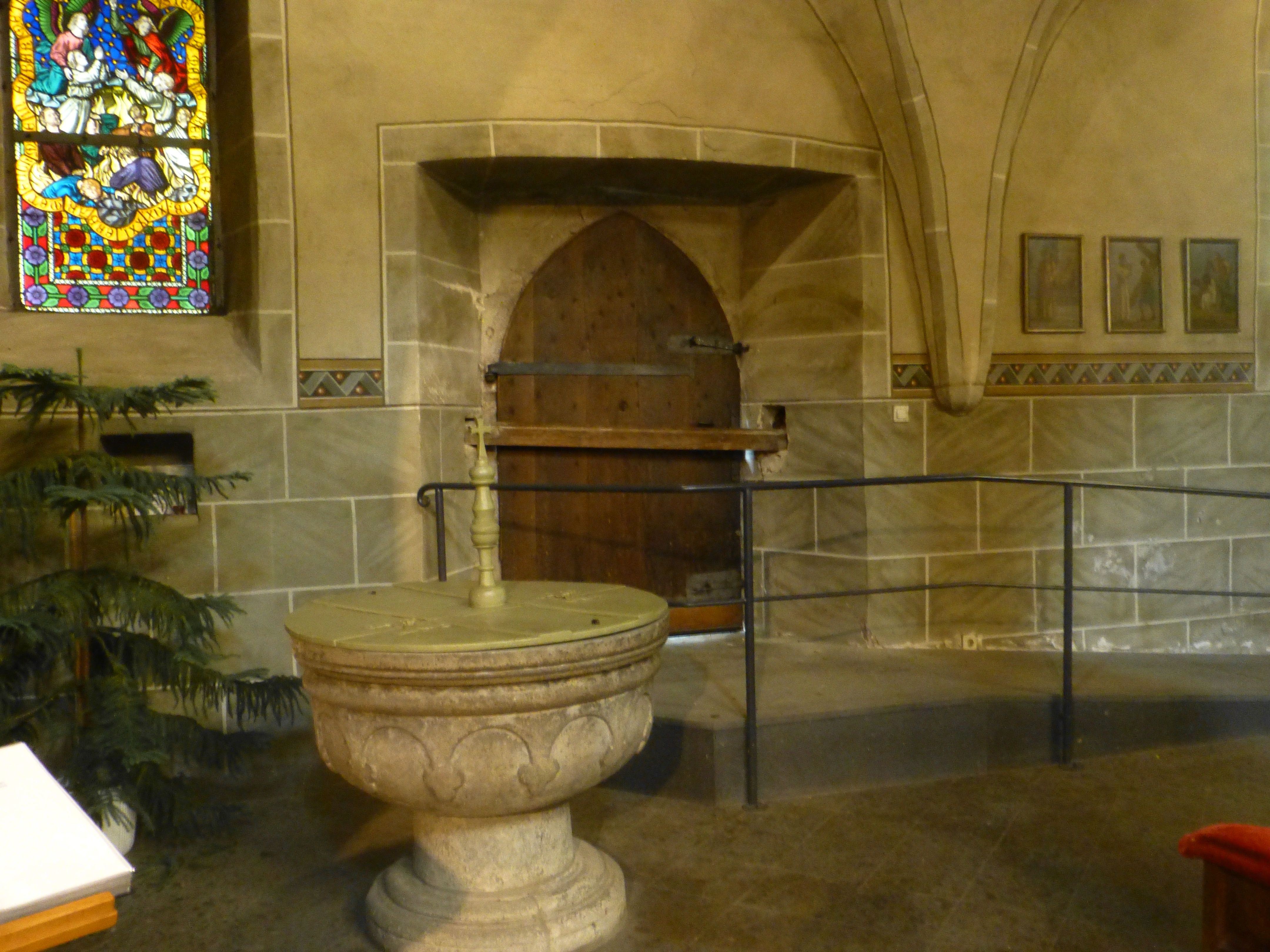
Taufbecken

Die Alte Kirche ist eine romanische Pfeilerbasilika aus dem frühen 13. Jahrhundert. Möglicherweise standen an selber Stelle ein hölzerner und ein steinerner Vorgängerbau. Die Kirche verfügt über drei Kirchenschiffe im Langhaus. Das Mittelschiff hat drei ungleiche Joche mit Kreuzgewölben. Ein Querschiff ist nicht vorhanden. An der Ostseite verfügt die Kirche neben dem Chor über einen spätromanischen Turm mit quadratischem Zeltdach. Am Turm wurde 1910 eine Uhr angebracht, die auf jeder Seite des Turmes ein Zifferblatt besitzt. Über dem Eingangsportal befindet sich ein vermutlich gotisches Relief mit dem Haupt Johannes des Täufers. Die Kirche gilt als herausragendste der zwölf mittelalterlichen Dorfkirchen im Landkreis Limburg-Weilburg.
Die bunten Glasfenster der Kirche stellen christliche Motive da. Das zentrale Fenster über dem Hochaltar stellt Jesus bekrönt vom himmlischen Jerusalem da. Die Fenster in den Seitenschiffen sind im Einzelnen:
- Die Fußwaschung der Sünderin (Lk 7,36–50 EU)
- Das Neue Jerusalem (Offb 21,1–2 EU)
- Der äsend Hirsch als Symbol der getauften Seele (Ps 42,2 EU)
- Der Kreuz als Symbol der Christenheit
- Die Hölle als Feuersee (Offb 20,15 EU)
- Das Osterlamm mit Siegesfahne (Joh 1,29 EU, Joh 1,36 EU)
- Der Barmherziger Samariter (Lk 10,25–37 EU)
- Der Heilige Geist als Taube (Mk 1,10 EU)

Im Inneren tragen schmucklose Pfeiler die Kirche. Die mittelalterliche Ausstattung wurde bei der Reformation entfernt, nur ein romanisches Taufbecken aus Lahnmarmor aus dem 13. Jahrhundert blieb erhalten. Nach der Rekatholisierung wurde die Kirche im Stil des „Hadamarer Schule“ eingerichtet. Eine aufwändig geschnitzte Kanzel und barocke Heiligenfiguren wurde in der Kirche angebracht. In den folgenden Jahrhunderten kam es wiederholt zu Änderungen der Ausstattung im jeweils aktuellen Zeitstil:
Folgende Statuen sind in der Kirche erhalten:
- Mittelschiff südwestlicher Pfeiler: Franz von Assisi (um 1900)
- Mittelschiff südöstlicher Pfeiler: Katharina (von Martin Volck nach 1740)
- Mittelschiff nordwestlicher Pfeiler: Josef mit Jesuskind
- Mittelschiff nordöstlicher Pfeiler: Johannes Nepomuk
- nördliches Seitenschiff: Christophorus mit Jesuskind
- südliches Seitenschiff: Johannes der Täufer mit Kreuz und Lamm
- südliches Seitenschiff: Barbara (von Theodor Düringer 1761)[3]

Zwei Beichtstühle wurden 1814 und 1824 aufgestellt. Der neugotische Hochaltar der Kirche wurde ursprünglich 1890/95 für die Hauskapelle von Karl Klein, Bischof von Limburg geschnitzt. In geöffneter Stellung zeigt er die Geburt Jesu Christi, im geschlossenen Zustand zeigt der die Verkündigung des Herrn

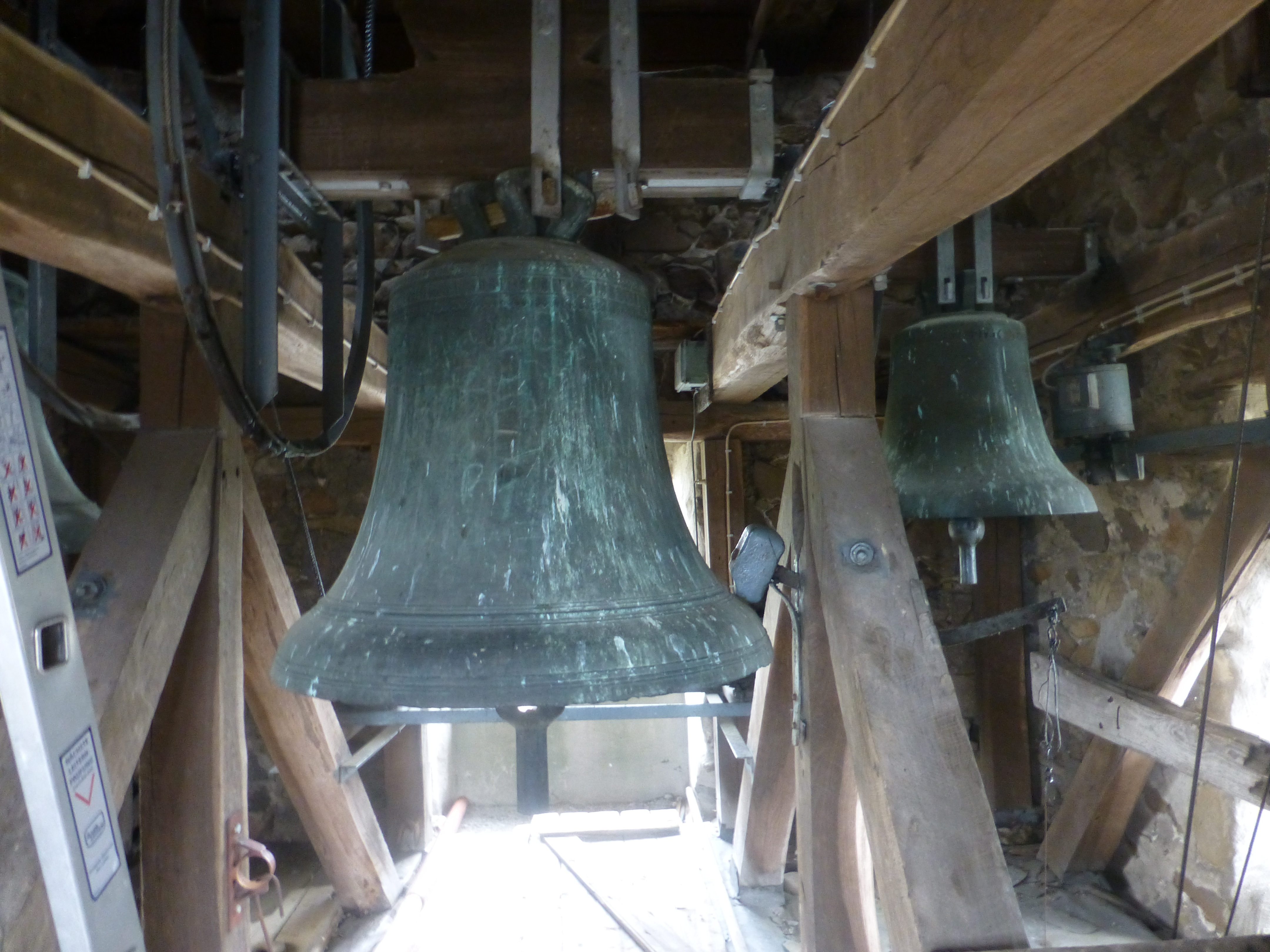
Geläut

Das Geläut der Kirche besteht aus drei Glocken. Zwei dieser Glocken stammen noch aus dem Mittelalter und konnten durch zahlreiche Kriege hindurch gerettet werden. Die älteste Glocke ist die Johannesglocke (Schlagton: b' +6, Gewicht: 370 kg, Durchmesser: 880 mm), gegossen 1400. Die Glocke trägt auf der Schulter ein Wappen (25 mm) und die Inschrift in Majuskeln:  JOHANNES EWANGELIST (Johannes der Evangelist). Die zweite ist die Marienglocke (Schlagton: g' +3, Gewicht: 664 kg, Durchmesser: 1055 mm), gegossen 1447. Diese Glocke trägt eine einzeilige Halsinschrift in gotischen Minuskeln: maria heissen ich al bois weder verdriben ich meister tilmann van hachenburg gvis mich mccccxlvii. Die Glocke enthält figürlichen Schmuck auf der Flanke: Madonna im Strahlenkranz; Stehender Bischof (St. Nikolaus?); Pilgerzeichen von Maria im Elend; Pilgerzeichen von St. Matthias in Trier. Als Dritte dient die 1965 gegossene Josefsglocke, 250 kg;- 750 mm.

### Neue Kirche

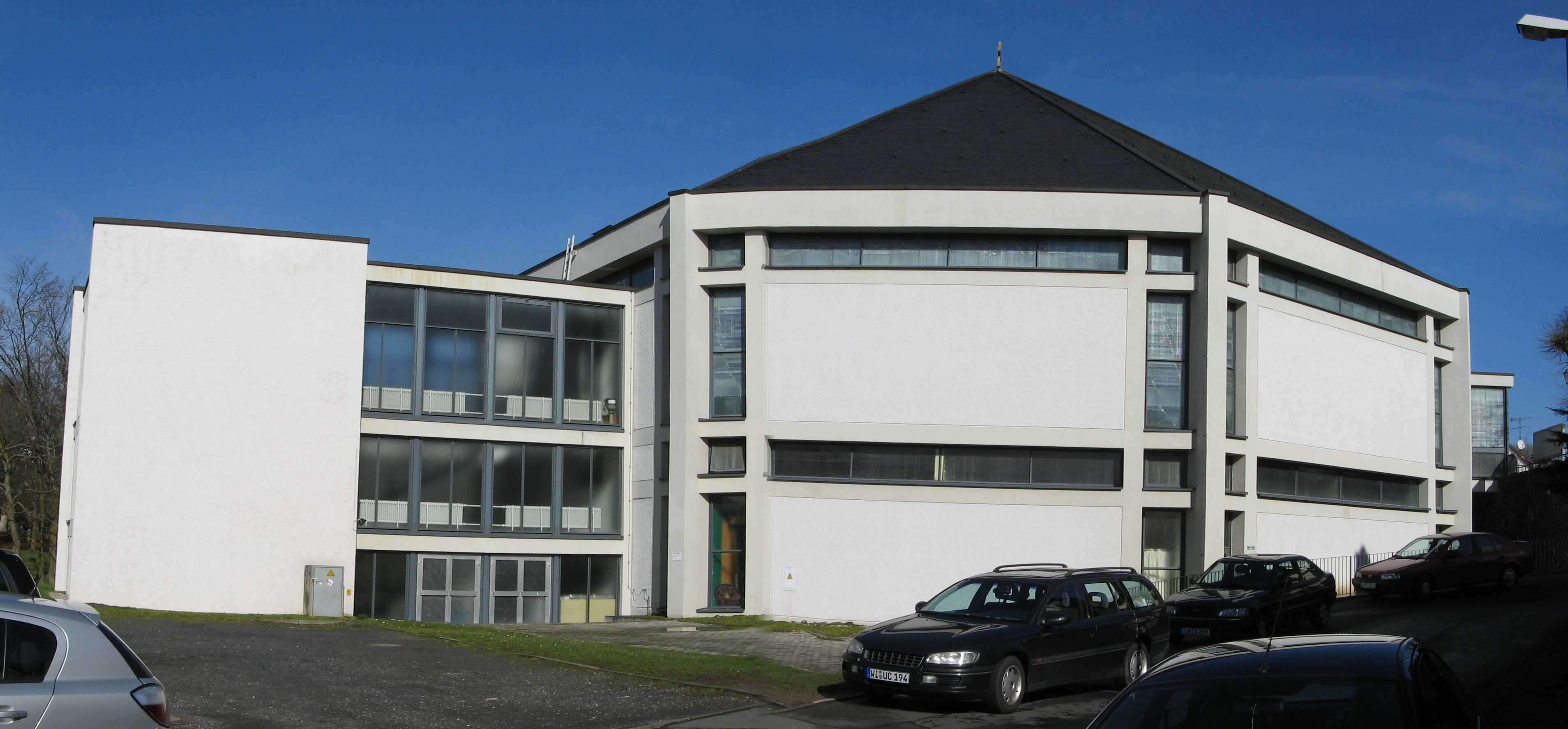
Neue Kirche (erbaut 1964–1966)

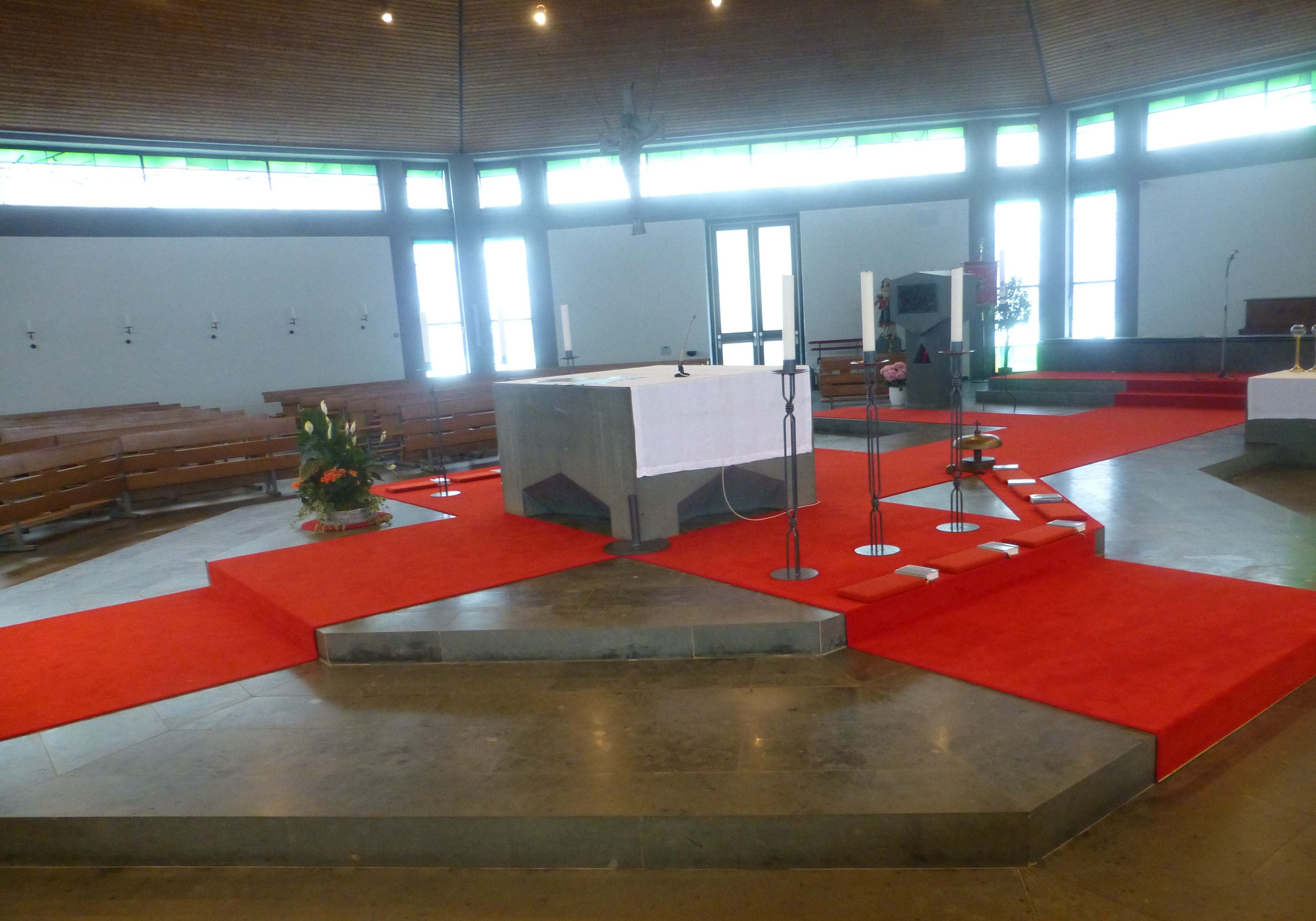
Altar der Neuen Kirche

Die Neue Kirche wurde von 1964 bis 1966 erbaut. Da die Alte Kirche weiterhin das Dorfbild prägen sollte, tritt sie nach außen hin nicht so stark hervor. Die Pläne für die Kirche entwarf der Würzburger Dombaumeister Hans Schädel. Der achteckige Bau ist als „Zelt Gottes“ konzipiert. Im Untergeschoss der Kirche ist das Pfarrzentrum untergebracht.
Die Innengestaltung der Kirche übernahm der aus Fussingen stammende Künstler Paul Grimm. Im Inneren der Kirche steht ein wuchtiger Altar in der Mitte des Raumes. Der Altar besteht aus einem sieben Tonnen schweren Basaltquader mit leichten Nischen an der Seite. Das Sakramentshaus ist eine zweiteilige Stele. Seine Panzertür ist mit einem Bronzerelief verkleidet, das eine Szene aus der Offenbarung des Johannes darstellt. Die Bänke der Gemeinde sind um diesen herum angeordnet. Mit dem Pfarrer am Altar in der Mitte der Gemeinde ist die Kirche an die geänderte Liturgie des Zweiten Vatikanischen Konzils angepasst. Auf der linken Seite der Kirche steht eine Muttergottesfigur mit Jesuskind aus dem Hadamarer Barock, die Martin Volck um 1750 geschaffen hat. Die 1967 erbaute Orgel verfügt über 33 Register mit 1588 Pfeifen und zwei Manuale.

### Nebengebäude

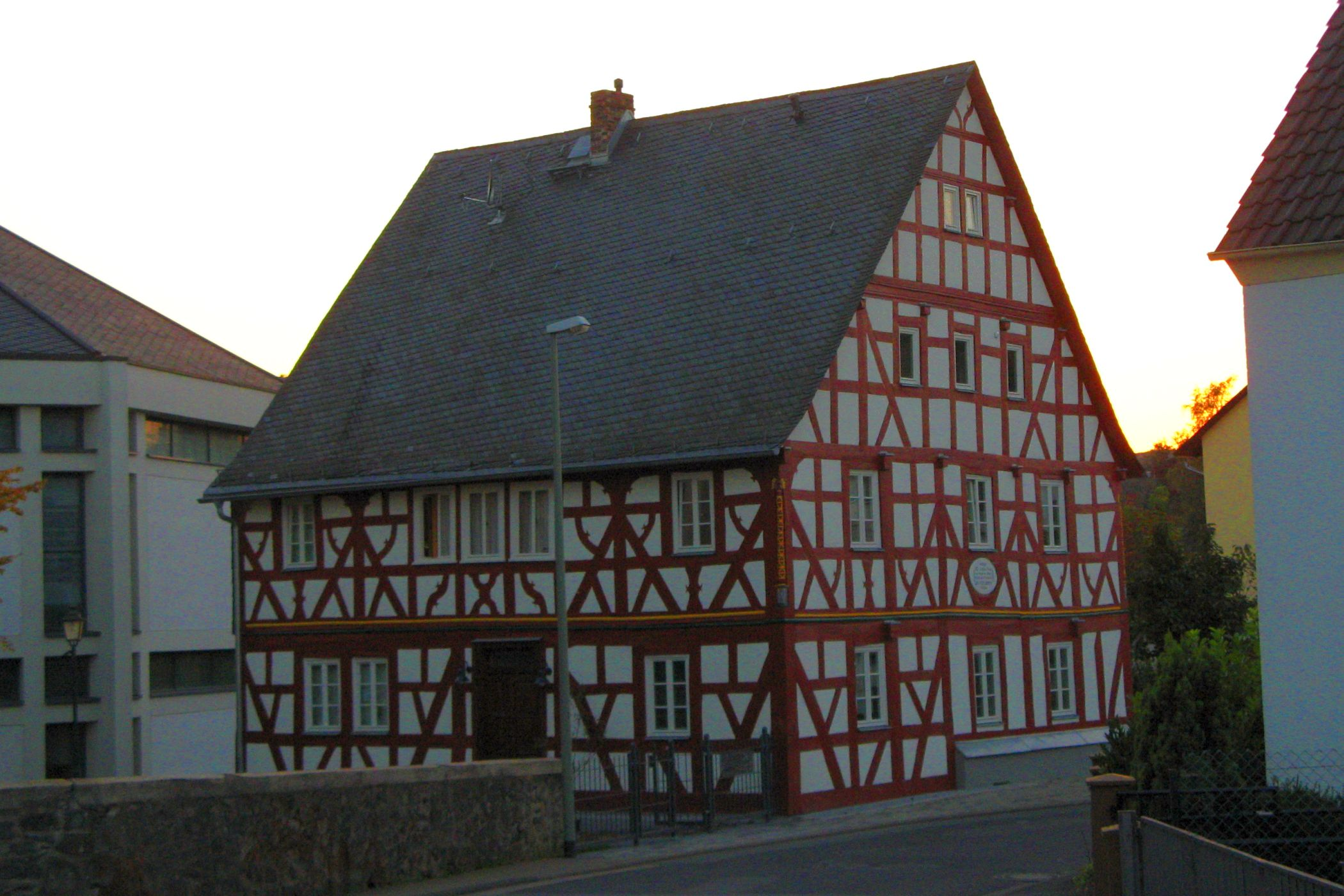
Fachwerkgebäude des Pfarrhauses (erbaut um 1500)

Rund um die alte Kirche befand sich der ehemalige Friedhof des Kirchspiels. Einige alte Grabsteine aus dem 18. Jahrhundert sind erhalten. Teil des Friedhofs ist ein Bildstock mit einer Nachbildung der Madonna von Banneux. Östlich des Kirchturms steht ein Ehrenmal für die Gefallenen der Weltkriege. Es wurde 1931 aufgestellt, und 1950 ergänzt. Der ehemalige Friedhof und die alte Kirche sind außer an der durch Gebäude abgeschlossenen Südseite von einer bis zu 4 Meter hohen und 0,6 Meter dicken Mauer aus Basaltstein umgeben und liegen etwa 3 Meter über dem umgebenden Gelände.
Das Pfarrhaus ist ein Fachwerkhaus, das unterhalb der Stützmauern der alten Kirche steht. Das Gebäude war ursprünglich eine Mühle, die vermutlich um 1500 erbaut wurde. Im Jahr 1576 ließ Pfarrer Eberhard Artopaeus die Mühle zum Pfarrhaus umbauen. Bei einer Renovierung 1927 wurde das Fachwerk freigelegt und auf der Giebelseite der Spruch: „Haltet in Ehren Volk das Werk der Alten. Kraft und Schönheit sind in ihm enthalten“ angebracht. Das Haus wurde 1960 und 2007 renoviert.

## Geschichte

### Gründung von Pfarreien im neunten Jahrhundert

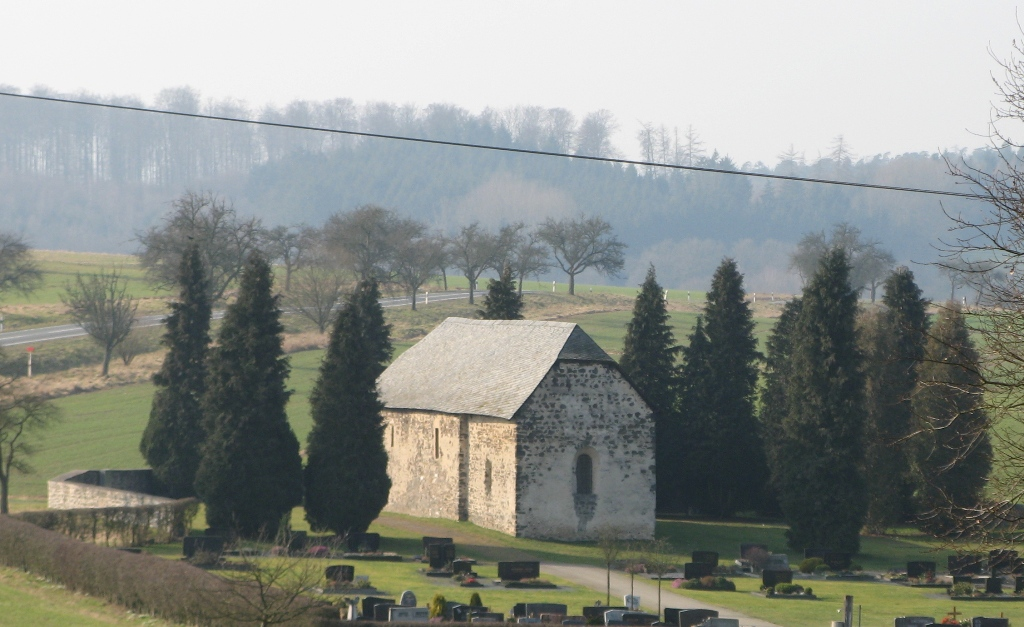
Die Abbenkirche bei Merenberg gehörte bis 1532 zum Kirchspiel Lahr.

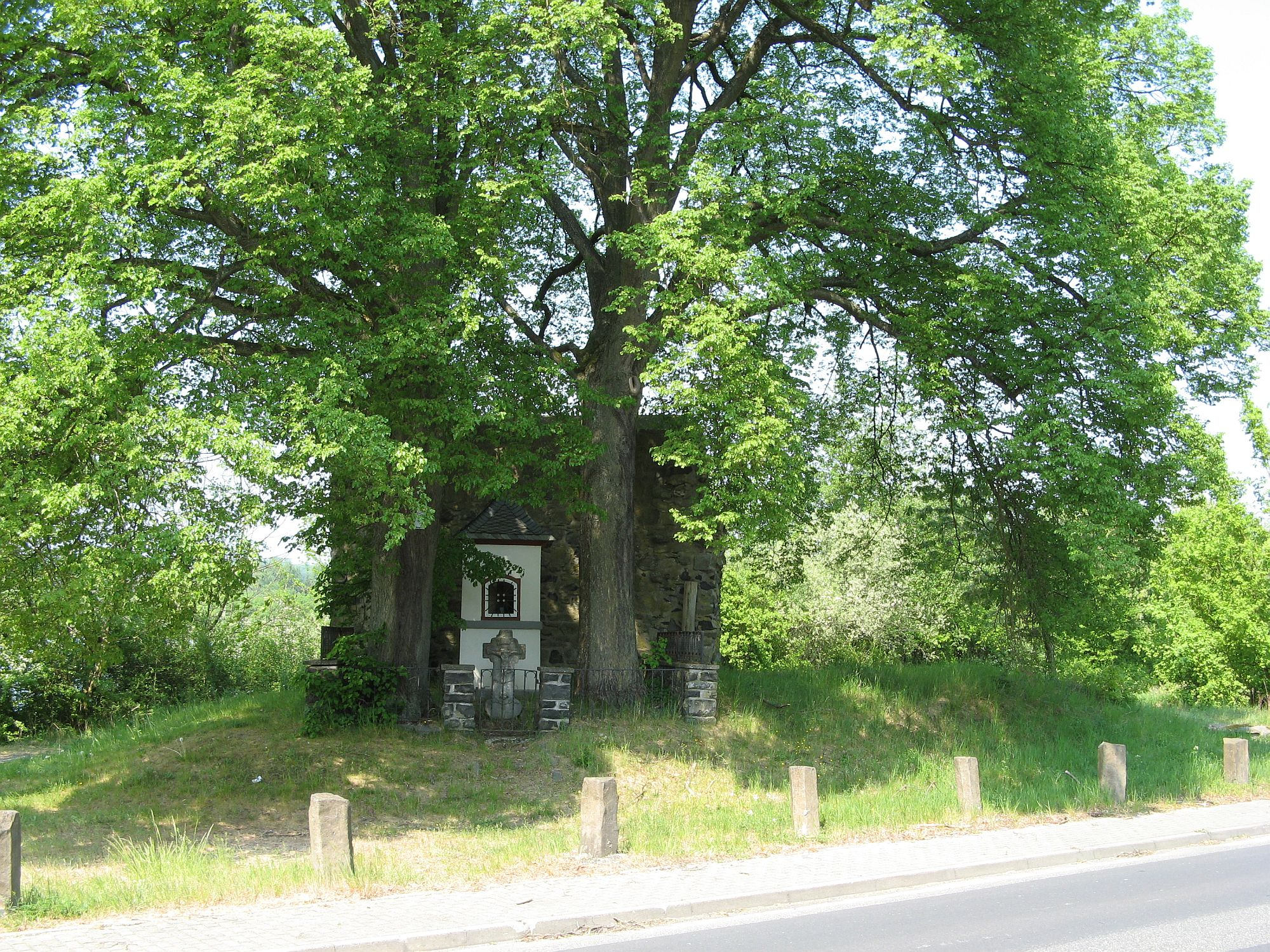
An die Liebfrauenkirche am Seeweiher erinnert nur noch ein Bildstock in den Ruinen.

Das Entstehungsdatum der Urpfarrei Enthauptung St. Johannes der Täufer Lahr ist unbekannt. Wahrscheinlich wurde sie noch im 9. Jahrhundert von den konradinischen Grafen des Lahngaus gegründet. Die Pfarrei unterstand dem 879 gegründeten Stift St. Severus in Gemünden. Das Kirchspiel der Pfarrei umfasste die Orte der Zente Lahr: Ellar, Hausen, Fussingen, Waldernbach Lahr und Hintermeilingen sowie die Appenkirche bei Merenberg und die Liebfrauenkirche am Seeweiher bei Mengerskirchen. Zu dem Kirchspiel gehörenden ebenfalls die heutigen Wüstungen: Oberlahr, Bortelbach, Brechelbach, Breitenbach, Winnau, Renderode, Graleshofen, Oberndorf, Mechtelndorf, Potenhain, Obervöhl und Niedervöhl.

### 13. Jahrhundert: ein erstes Kirchengebäude entsteht
Im 13. Jahrhundert wurde die heutige alte Pfarrkirche, eine romanische Pfeilerbasilika, erbaut. Der früheste bekannte Pfarrer war der Dekan Herr Dietrich, der als Zeuge am 1. Juli 1284 eine Urkunde für das Kloster Beselich siegelte. Die Zehntrechte und das Kirchenpatronat waren im Besitz des Hauses Runkel beziehungsweise des Hauses Westerburg, die zugleich die Vogtei über das Stift Gemünden besaßen. Bei der Teilung beider Dynastien wurde das Patronat über die Kirche Lahr dem Haus Runkel zugeordnet. Von diesen ging es auf das dritte Grafenhaus Wied über.
An der Spitze des Kirchspiels stand ein Pastor, der nicht unbedingt vor Ort residierte, aber Anrecht auf Pfründe hatte. Oft war der Pastor zugleich Mitglied eines der nahen Kollegiatstifte in Dietkirchen, Limburg oder Gemünden. Den Dienst in der Kirche versah ein Pleban; Pherner. Weiterhin unterstand dem Pastor ein Kaplan der seinen Sitz in der zum Kirchspiel gehörenden Stadt Ellar hatte. Für das Jahr 1487 ist für den Altar des heiligen Bartholomäus ein eigenständiger Vikar bezeugt. Für die Jahre 1494/95 ist eine Bruderschaft bezeugt.

### Reformation, wechselnde Herrschaftsbereiche
Mit dem Einsetzen der Reformation in Nassau-Weilburg löste Philipp III. von Nassau-Weilburg 1532 die Abbenkirche aus dem Kirchspiel heraus. Ab dem Jahr 1536 setzte die Reformation auch in der Grafschaft Nassau-Dillenburg ein. Die Grafen von Dillenburg zogen das Kirchenpatronat über die Lahrer Pfarrei an sich. Die Pfarrei wurde lutherisch. Der neue Pfarrer Joducus Schütz legte ein vollständiges Verzeichnis aller Rechte und Einkünfte der Lahrer Pfarrei an.
Um 1557 trat der Landesherr Johann VI. von Nassau-Dillenburg zum Calvinismus über, was zu einem erneuten Wechsel der Religion führte.

### Rekatholisierung
Mit der Rückkehr zum Katholizismus durch Johann Ludwig von Nassau-Hadamar 1630 ließ Eberhard Artopaeus sich im achtundachtzigsten Lebensjahr, nach 54 Jahren Dienstzeit, pensionieren. Mit der Durchführung der Rekatholisierung wurden die Jesuiten beauftragt. Die Pfarrei wurde Teil der katholischen Landeskirche von Nassau-Hadamar und unterstand nicht dem eigentlich zuständigen Erzbistum Trier. An der Spitze der Landeskirche stand ein Konsistorium des jeweiligen Fürsten.
→Vollständige Übersicht aller Pfarrer, chronologisch
Das Haus Nassau-Hadamar starb im Jahr 1711 aus. Das Konsistorium unterstand nun den calvinistischen Fürsten zu Oranien-Nassau die dadurch Oberhaupt der katholischen Landeskirche wurden. Besonders Fürst Wilhelm IV von Nassau-Diez wollte den Calvinismus ab 1743 verstärkt fördern. Die Einwohner verweigerten sich dem erneuten Religionswechsel. Der katholische Pfarrer umging das Taufverbot, indem die Kinder im nahen Ausland getauft wurden.
Im Jahr 1806 wurde, nach der Zugehörigkeit zum Großherzogtum Berg, die Sommerschule eingeführt. Trotz der Zugehörigkeit der Pfarrei zum Großherzogtum Berg beanspruchte das Oranisch-Nassauische Konsistorium weiterhin die Zuständigkeit. Es ernannte im Jahr 1809 Johann Georg Adam zum Pfarrer von Lahr. Hieraufhin suspendierte das Großherzogtum Berg das Konsistorium. Johann Georg Adam blieb jedoch im Amt.
Im Jahr 1813 wurde das nassauische Konsistorium wieder hergestellt. Nachdem der Ort 1815 an das Herzogtum Nassau gefallen war, wurde im Rahmen der Schulreform die Kirchspielschule 1817 in staatliche Trägerschaft übernommen. Seit 1827 gehörte die Pfarrei dann zum neu gegründeten Bistum Limburg. In den folgenden Jahren gründeten die zur Pfarrei Lahr gehörenden Orte zunehmend eigene Pfarreien. 1838 wurde die Pfarrei Ellar/Hausen endgültig abgetrennt, 1898 löste sich Waldernbach. 1921 trennte sich Fussingen, das mit Hausen eine neue Pfarrei gründete. Nur Hintermeilingen blieb Filialkirche der Pfarrei Lahr.

### 1960er Jahre: Ein neues Gotteshaus entsteht
Für die wachsende Bevölkerung wurde die alte Basilika zu klein. Daher wurde ab 1964 vom Diözesan- und Dombaumeister des Bistums Würzburg, Hans Schädel ein Neubau errichtet. Am 30. Oktober 1966 führte Weihbischof Walther Kampe die Konsekration durch.

### Kirchgemeinde-Zusammenschlüsse
Am 1. September 2005 wurden die Pfarreien Lahr/Hintermeilingen, Hausen/Fussingen und Ellar zum „Pastoralen Raum Waldbrunn“ zusammengelegt. Dienstsitz des Pfarrers ist das Pfarrhaus in Lahr. Bereits vorher wurden diese Pfarreien aufgrund des Priestermangels von nur einem Pfarrer betreut. Das Bistum Limburg stellte Planungen an, die neue Kirche abzureißen. Nach Protesten aus der Bevölkerung wurde dieses Vorhaben jedoch aufgegeben.
Zusätzlich zum Denkmalschutz hat die Kirche den Schutzstatus für den Kriegsfall nach der Haager Konvention erhalten.

### Liste der Pfarrer
Folgende Tabelle gibt eine Übersicht über die Pfarrer der Pfarrei Lahr, soweit sie urkundlich belegt sind. Bis zur Reformation wurde zwischen dem vor Ort wirkenden Pherner/Pleban (mit (1) gekennzeichnet) und dem nicht vor Ort residierenden Pastor (mit (2) gekennzeichnet) unterschieden.
| Name                           | Geburtsort           | Von      | Bis       | Bemerkung |
| ------------------------------ | -------------------- | -------- | --------- | --- |
| Dietrich (1)                   |                      | vor 1268 | nach 1284 | Erster urkundlich erwähnter Pfarrer in Lahr |
| Johann von Wydergis (Würges ?) |                      | um 1352  |           | |
| Dietrich von Runkel (2)        |                      | 1450     | 1473      | Zugleich Vikar des Georgstifts Limburg |
| Heinrich (1)                   |                      | um 1471  |           | |
| Johann Dietrich Heyner (1)     |                      | 1473     | 1477      | |
| Cuno Schleifer aus Elsoff (2)  |                      | 1473     | 1483      | Mitglied des Lubentiusstifts |
| Friedrich (1)                  |                      | um 1487  |           | |
| Johann Walt von Lahr           |                      | um 1487  |           | Vikar des Altars des heiligen Bartholomäus |
| Friedrich Grobe aus Runkel (2) |                      | um 1489  |           | |
| Emmerich Wolff (1)             |                      | um 1490  |           | |
| Johann Loess                   |                      | 1492     | 1503      | |
| Johann Rorich                  |                      | 1511     | 1514      | |
| Wilhelm von Villmar            |                      | um 1524  |           | |
| Peter von Walbach              |                      | um 1538  |           | |
| Georg von Eichen               |                      |          | bis 1543  | |
| Johann von Selbach             |                      | 1543     | 1547      | |
| Johann Rendenroth              |                      | 1547     | vor 1570  | |
| Joducus Schütz                 |                      | vor 1570 | 1576      | Lutherisch |
| Eberhard Artopaeus             |                      | 1576     | 1630      | Calvinistisch Am 1. April 1576 wurde Eberhard Artopaeus neuer Pfarrer in Lahr. Anfangs Lutheraner, wurde er später ein überzeugter Calvinist und die zentrale Person der Reformation im Kirchspiel. Als Schulinspektor wirkte er über die Grenzen seiner Pfarrei hinaus. Artopaeus veranlasste 1576 den Umbau einer Mühle zum Pfarrhaus, 1582 den Einbau der ersten Turmuhr an der Kirche in Lahr, und gründete die Kirchspielschule. In dem Gebäude bei der Kirche erhielten alle Kinder aus dem Kirchspiel im Winterhalbjahr Unterricht. Mit zunehmendem Alter wurde er von seinem Schwiegersohn Philipp Salbach unterstützt. |
| Pater J. Heinrich Prack SJ     |                      | 1630     |           | Als erster katholischer Pfarrer kam der Jesuit Pater Prack am 12. Februar 1630 nach Lahr. Der erblindete Eberhard Artopaeus soll ihn mit folgenden Worten begrüßt haben: „Wenn du ein Diener Jesu Christi bist, so sei mein Lehrer; ich weigere mich nicht, in diesem hohen Alter dein Schüler zu sein.“ |
| Pater Wilhelm Holthausen SJ    |                      | 1630     |           | Am 12. März 1630 sollte Pater Prack durch Pater Wilhelm Holthausen SJ abgelöst werden. Auf dem Weg von Hadamar nach Lahr wurde Holthausen bei Steinbach entführt. Die Entführung war von Philipp Salbach organisiert worden. Salbach forderte von Graf Johann Ludwig ein hohes Lösegeld für Holthausen. Nach fünf Wochen konnte Holthausen in Attendorn befreit werden. Fünf Soldaten, die an der Entführung beteiligt waren, wurden hingerichtet, Salbach zu einer Geldstrafe verurteilt und des Landes verwiesen. |
| Pater H. Hosius SJ             |                      | 1630     |           | |
| Rainer Uphoff                  |                      | 1630     |           | |
| Robellradt OFM                 |                      |          |           | |
| Rutger Hesselmann SJ           | „Westfalen“          | 1636     | 1637      | Besondere Bedeutung erlangte P. Rutger Hesselmann SJ, der 1636 die Pfarrei übernahm, er setzte sich während einer Pestepidemie im Dreißigjährigen Krieg (1618–1648) besonders für die Kranken und Leidenden in Lahr ein. Als er selbst am 30. April 1637 an der Krankheit starb, ordnete Gräfin Ursula für ihn ein Staatsbegräbnis in der „Liebfrauenkirche“, die damalige Hauptkirche der Residenzstadt Hadamar, an. Zu Ehren von Pater Hesselmann wurde in Lahr eine Straße nach ihm benannt. |
| Georg Stahl                    | Limburg              | 1636     | 1640      | |
| Schweikardus Blomen            |                      | 1640     | 1640      | |
| Sebastianus Weiler             |                      | 1640     | 1649      | Begraben in der Pfarrkirche Lahr |
| Jodocus Hirsch                 |                      | 1649     | 1650      | |
| Wimmarius Berks                | Köln                 | 1650     | 1654      | |
| Pater Frank SJ                 |                      | 1650     | 1654      | |
| Wilhelm Fiener                 | Hadamar              | 1655     | 1657      | |
| Friedrich Wilhelm              | Isselbach            | 1657     | 1661      | |
| Johannes Kauppers              |                      | 1661     | 1668      | |
| Johann Adam Vitiarius          | Hadamar              | 1668     | 1684      | |
| Moritz Heinrich Vosshagen      | Hadamar              | 1684     | 1707      | |
| Johann Friedrich Eckert        | Mengerskirchen       | 1707     | 1728      | |
| Johann Georg Schüssler         | Mengerskirchen       | 1728     | 1735      | |
| Wilhelmus Beuler               | Mengerskirchen       | 1735     | 1759      | |
| Johann Georg Eberlein          | „Bambergischen“      | 1759     | 1766      | |
| Hermanus Joseph Münker         | Dreis-Tiefenbach     | 1766     | 1780      | |
| Paul Egenolf                   | Offheim              | 1780     | 1806      | |
| Johann Wilhelm Rörig           | Ellar                | 1806     |           | |
| Peter Hartmann                 |                      | 1806     | 1809      | Nochmals 1811 |
| Johann Georg Adam              | Hadamar              | 1809     | 1811      | |
| Peter Hartmann                 |                      | 1811     | 1811      | Wie 1806–1809 |
| Jacob Löhr                     | Heuchelheim (Elbtal) | 1811     | 1832      | |
| Johann August Steiner          | Kleinheubach         | 1832     | 1834      | |
| Peter Joseph Hastrich          | Molsberg             | 1834     | 1839      | |
| Joseph Andreas Proff           |                      | 1839     |           | |
| Johann Georg Rau               | Waldmühlen           | 1839     | 1852      | Abgeordneter der Landstände des Herzogtums Nassau 1848–1851 |
| Casper Schmalz                 | Nievern              | 1852     | 1885      | |
| Karl Vossen                    | Aachen               | 1886     | 1889      | |
| Johann Weckber                 | Eltville             | 1889     | 1890      | |
| Johann Roth                    | Oberahr              | 1890     | 1906      | Studierte während des Kulturkampf in England |
| Johannes Ungeheuer             | Wirges               | 1906     | 1907      | |
| Lorenz Hellbach                | Filsen               | 1907     | 1932      | |
| Walter Roth                    | Höchst (Main)        | 1932     | 1960      | |
| Arthur Reitz                   | Hausen (Westerwald)  | 1960     | 1978      | |
| Wilfried Bandel                | Höchst (Main)        | 1978     | 1984      | |
| Heribert Zerwes                | Höchst (Main)        | 1984     | 2005      | |
| Peter Lauer                    | Hochheim am Main     | 2005     | 2008      | |
| Martin Weber                   |                      | 2008     | 2014      | |